# رافاييل راموس دي ليما
رافاييل راموس دي ليما (بالبرتغالية: Rafael Ramos de Lima‏) هو لاعب كرة قدم برازيلي في مركز الدفاع، ولد في 8 مارس 1986 في فلوريانوبوليس في البرازيل. لعب مع نادي الشارقة ونادي سيارا ونادي شابيكوينسي ونادي فيغورينسي.

## وصلات خارجية
- رافاييل راموس دي ليما على موقع قاعدة بيانات كرة القدم.إي يو (الإنجليزية)
- رافاييل راموس دي ليما على موقع Soccerway.com (الإنجليزية)